# 杜氏扁鲨
杜氏扁鲨是一种分布于大西洋西北部的扁鲨，其分布范围包括美国东海岸、墨西哥湾北部，亦可能分布于加勒比海部分海域。杜氏扁鲨为底栖鱼类，夏秋两季生活于海岸线附近，而在冬春两季会迁徙至离岸水域。该鱼体型扁平，胸鳍和腹鳍较长，故而外貌形似鳐鱼。杜氏扁鲨背部有一排大刺，有暗色斑点，体色为灰色或棕色，体长1.2−1.5米。
杜氏扁鲨为伏击掠食者，主要以小型真骨鱼类和鱿鱼为食。该鱼为卵胎生：即受精卵在母鲨体内依靠卵黄发育完全后再诞生。杜氏扁鲨数年交配一次，母鲨的孕期为12月，后在春季或孟夏产下4−25条幼鲨。杜氏扁鲨性格温和，但被激怒时会尝试啮咬对方。虽然杜氏扁鲨没有商业价值，但会被拖网渔船意外捕获。

## 物种命名
杜氏扁鲨在被正式描述前学界将其视作扁鲨的亞種。1818年法国生物学家夏尔-亚历山大·勒叙厄尔在《费城博物学会期刊》上首次描述该物种，正模标本为一条捕获于美国东海岸、体长1.2米的雄性。他将dummeril作为种加词，以向另一位法国生物学家安德烈·马里·康斯坦·迪梅里致敬。

## 种间关系
2010年柏林洪堡大学的科学家对扁鲨属的物种进行了系统发生学分析，发现杜氏扁鲨与加州扁鲨同属一个演化支，为姐妹群。分子钟显示二者于约6100万年前分离。鉴于分割大西洋和太平洋的巴拿马地峡亦形成于该时期，科学家推测可能是该地峡将两种扁鲨的祖先彼此分割，因此演化成了不同的物种。

## 外貌
杜氏扁鲨身体相对较窄，胸鳍和腹鳍非常大。其头部周围的皮肤有褶皱，边缘光滑，无明显的叶片。鱼眼宽大，后方有一对喷水孔。该种鱼鼻孔旁有扁而尖的鱼须，鱼须边缘光滑或略呈穗状。杜氏扁鲨嘴极大，位于头部末端，上颚有10排牙齿，下颚则有9排，其牙齿宽大，牙冠光滑而尖锐，头部两侧共有鳃裂五对。
杜氏扁鲨胸鳍宽大，在边缘逐渐收窄，后部与头部分离，形成三角形的叶片。该种鱼两对背鳍大小、形状均相似，位于身体极后方。该鱼臀鳍退化，尾鳍上部小于下部。杜氏扁鲨鱼鳞根部为圆形，有三道水平隆起，背部有一组自颈部延伸至尾部的大刺。杜氏扁鲨的背部颜色为红褐色至绿灰色，有黑色的小黑点，偶有不规则的斑点，腹部则为纯白色。成年杜氏扁鲨体长1.3−1.5米，体重最少16千克

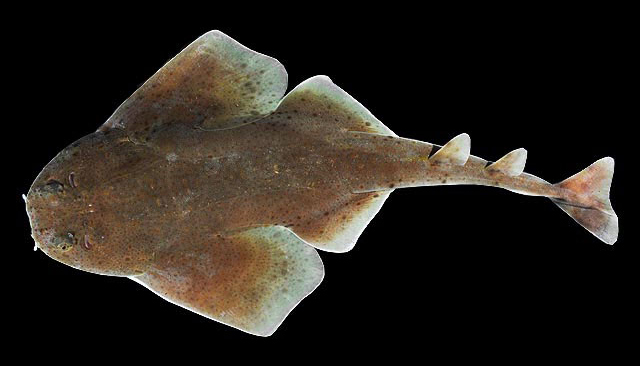
杜氏扁鲨外貌类似鳐鱼，体色为灰棕色，有许多小黑点
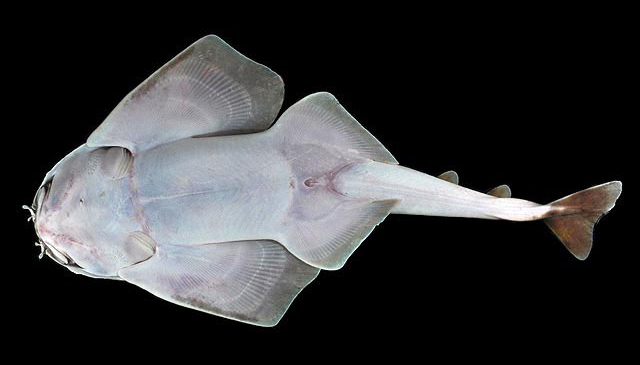
腹部
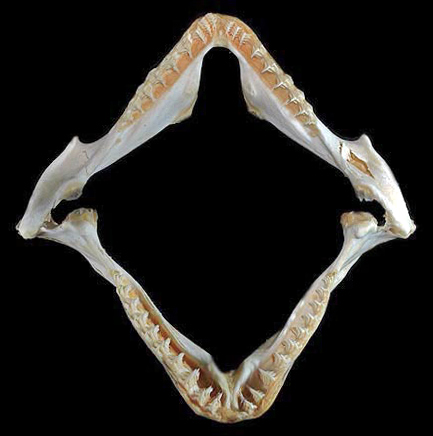
颚
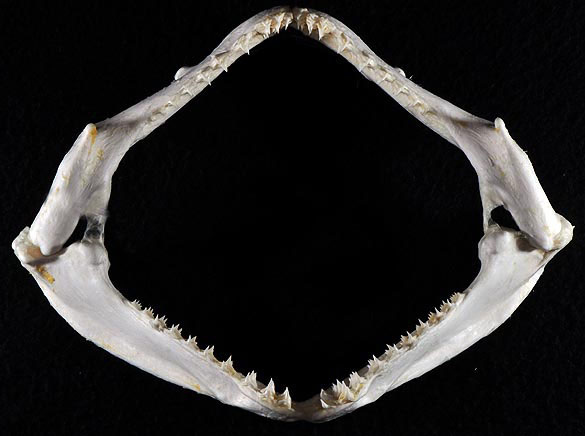
颚
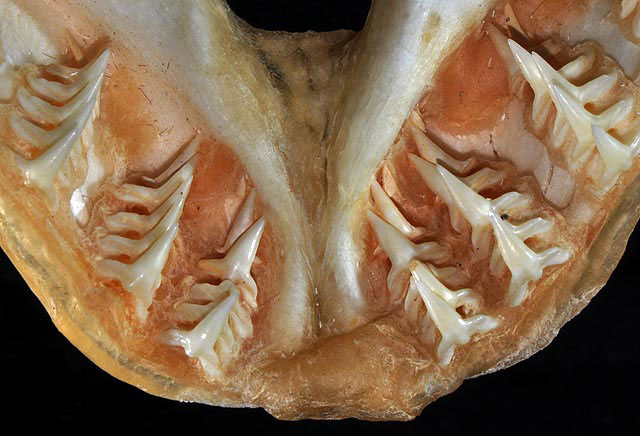
中部牙齿
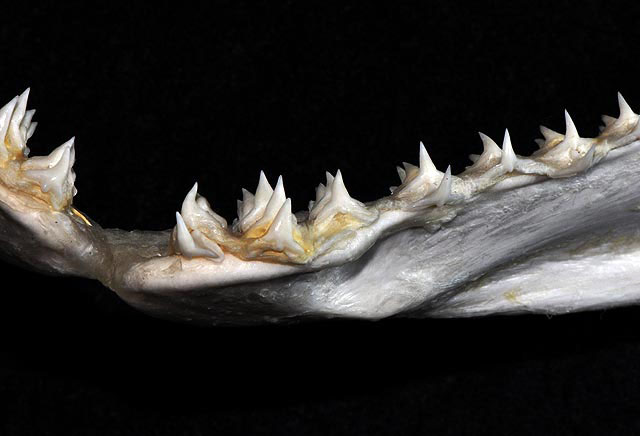
下部牙齿

## 物种分布
杜氏扁鲨分布于西北大西洋，自马萨诸塞州到佛罗里达礁岛群均颇为常见，亦见于墨西哥湾北部。此外，古巴、牙买加、尼加拉瓜和也有该鱼未经确认的出现记录，而在委内瑞拉的目击记录则实际是2016年被发现的新物种戴氏扁鲨。由于常与墨西哥扁鲨等同属物种混淆，杜氏扁鲨分布的南缘尚不清楚。由于其多生活于深海且经济价值很低，目前对杜氏扁鲨的研究和调查极少，故学界默认其分布海域中间没有间断，但也有可能杜氏扁鲨仅分布于几片彼此隔离的海域之中。
杜氏扁鲨为底栖鱼类，常出没于40−250米水深的大陆架和大陆坡的泥质或沙质海床上，但最深也有出现于1290米的深海中的记录。

### 迁移习性
美国沿海的杜氏扁鲨有迁移的习性。它们会在春夏两季游至浅水区。有猜测认为这一行为可能是为了分娩幼鲨，并在秋冬两季返回较深的海域。

## 生态

### 食性
杜氏扁鲨为伏击掠食者，常将自己掩埋于海床的沉积物中等候猎物靠近。杜氏扁鲨昼夜均会进食。其主要猎物为底栖的真骨鱼类，像是石首鱼、须鲷和鲳。然而，杜氏扁鲨鲜少捕食行动敏捷、能快速逃脱的底栖鱼类，例如鲹鱼。此外，鱿鱼也是其重要的食物来源。杜氏扁鲨亦偶尔会捕食螃蟹、虾、螳螂虾、鳐鱼和贝类。相比成年杜氏扁鲨，幼鲨往往会捕食更多样的猎物。。杜氏扁鲨的猎物体长通常为其嘴尺寸的50−60%，这符合最优觅食理论关于捕食者会选择能效最高的猎物的预期。杜氏扁鲨在秋季进食最多，而在冬季进食最少。此外，杜氏扁鲨在不同季节捕获猎物的比例亦不同。例如，杜氏扁鲨会在冬季捕食更多的鱿鱼，这可能是因为鱿鱼的数量在冬季最大。

### 寄生虫
目前杜氏扁鲨有一种已知的寄生虫，为桡脚类动物Eudactylina spinula。

### 繁殖

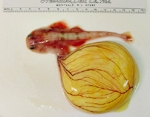
同卵黄相连的杜氏扁鲨胚胎

杜氏扁鲨同其他种类的扁鲨一样为卵胎生物种，即受精卵会留在母鲨体内依靠卵黄发育一段时间。该种鱼的繁殖季为春季。成年母鲨拥有一个位于身体左侧的卵巢和两个子宫。公鲨的胸鳍前端长有倒刺，这有助于在射精时紧抓住配偶。杜氏扁鲨繁殖频率不超过两年一次，孕期一般为12月，每胎生下4−25胎幼鲨不等，平均每胎则为7.4只幼鲨。幼鲨出生时体长约为25−30厘米。
杜氏扁鲨成年时的平均体长为雄性93厘米，雌性86厘米，是少数雄性体长大于雌性的鲨鱼物种。

## 种群现状
目前，杜氏扁鲨的种群总体状况良好，有学者认为杜氏扁鲨的数量自1970年代至2000年代的数十年间增长了6倍，但实际拖网采样的数据认为自1988年起杜氏扁鲨的数量就趋于稳定。然而，杜氏扁鲨的种群目前仍然面临基因过于单一的问题。

## 同人类之间的关系
虽然杜氏扁鲨性情温顺、一般无害，但在被激怒或感受到威胁的情况下仍然能对人类造成严重的咬伤。因其即便离开水仍然会扑咬渔民的习性，在美国该鱼得名“沙中恶魔”（Sand devil）。
由于是伏击捕食者，杜氏扁鲨鲜少被延绳捕鱼所兼捕，但和其他底栖鱼一样其容易被拖网捕获。即便杜氏扁鲨可做食用鱼，其极少在市场上出售，而在美国更是完全禁止出售该鱼。